# Ipanema
Ipanema (fra Tupi: y = vand; og panema = farligt) er både en bydel i Rio de Janeiro og en verdensberømt strand i samme bydel. De forskellige stykker af stranden er opkaldt efter bydelene, som stykkerne ligger i. Ipanema strand og bydel ligger mellem Copacabana strand og bydel mod nordøst og stranden og bydelen Leblon mod vest. Disse stykker af stranden, fra vest mod øst Leblon, Ipanema og Copacabana, udgør en cirka 7 km lang strækning af strand i den østligste del af kommunen, øst for bjergområdet og den 39,6 km2 store nationalpark, Parque Nacional da Tijuca, som blev indviet den 6. juli 1961. Søen Lagoa Rodrigo de Freitas på 2,2 km2 ligger 730 meter fra havet nord for og på grænsen til bl.a. bykvartererne Leblon og Ipanema, vest for Copacabana og syd for den østligste del af Tijuca nationalpark. Søen ligger syd for statuen Cristo Redentor på det 710 meter høje bjerg Corcovado i nationalparken.